# Indus (Alberta)
Pour les articles homonymes, voir Indus (homonymie).
Indus est un hameau situé dans la province d'Alberta, dans le sud-ouest.